# Alnus hosoii
Alnus hosoii là một loài thực vật có hoa trong họ Betulaceae. Loài này được Mizush. mô tả khoa học đầu tiên năm 1957.